# American Rhapsody
American Rhapsody fue escrita para el acordeón por John Serry Sr. en 1955 y posteriormente se trasncribioó para el Acordeón de Bajos Gratuito (Basseti) en 1963 y para el piano en 2002. El compositor se inspiró en las obras orquestales clásicas de George Gershwin junto con varios ritmos de percusión del jazz latino utilizado en toda América del Sur al componer esta obra (ver Rhapsody in Blue).
Al combinar las técnicas de composición que se usan a menudo en la música clásica y en la música de jazz, esta rapsodia sirve como ejemplo del género de jazz sinfónico que presenta el Acordeón de Sistems de Bajos Stradella como un instrumento solista. Su edición revisada para Acordeón de Bajos Gratuito (Basseti) ilustra la versatilidad del instrumento. Además, rinde homenaje a la música de América del Sur al incorporar un claro ritmo latinoamericano en la secuencia de la Danza. La obra también representa un esfuerzo por parte de un respetado acordeonista para componer un instrumento para el cual se completaron relativemante pocas obras clásicas a principios del siglo XX en los Estados Unidos de América.

## Historia
La composición fue publicada en su versión original para el Acordeón a Piano con Sistema de Bajo Stradella solo por Alpha Music Inc. en 1957. La obra fue estrenada por el compositor en el Acordeón de Bajos Gratuito (Bassetti) en una serie de conciertos organizada por el Orpheus Glee Club en Flushing, Nueva York, en diciembre de 1963. Posteriormente, fue interpretada por un alumno del compositor (Joseph Nappi) por primera vez en el Concierto Anual de la Asociación de Acordeón de Long Island durante 1964 en Nueva York. Finalmente fue transcrito por el compositor para piano solo en 2002 y se describe en su versión revisada para piano. Se han donado copias del obra en beneficio de investigadores y estudiatnes de le Biblioteca de Música Sibley de la Escuela de Música Eastman para fines de archivo dentro del Departamento de Colecciones Especiales Ruth T. Watanabe.

## Estructura
La composición consta de cuatro partes:
- 1. Introducción y Blues, en Si bemol mayor, compás de 3/4, Maestoso
- 2. La Danza, en Re mayor, compás de 4/4, Allegretto ben ritmato
- 3. El Sueño, en Do mayor, compás de 4/4, Andante Sostenuto
- 4. El Despertar, en Do mayor, Vivace

### Introducción y Blues
La Introducción y Blues de apertura puntúan 3/4 en la tecla de Si Bemol y está marcada como Maestoso. La apertura del acorde inicial se presenta audazmente como octavas dentro de la voz de agudos e inmediatamente se repite en la voz bajo varias veces. A esto le sigue The Blues, que se puntúa 2/4 veces en la misma clave que la Intruducción, pero está marcado como Andantino.
El tema principal ahora está desarrollado (E Poco Robato) en las voces graves y agudas. La consiguiente interrupción de ambas voces conduce a un trino sostenido y un arpegio marcado por el compositor como A Piacore y posteriormente se recapitula solo en la voz de bajo. A esto le sigue una serie de modulaciones de acorde cromático desde la tecla de Mi bemol major que regresa a Si bemol. La sección concluve con una cascada de octavas notas presentadas como una superposición a los ecos tema principal que se repite en el bajo.

### La Danza
La segunda sección de la composición es una Danza anotada en 4/4 tiempo en la clave de Re mayor y está marcada como Allegretto Ben Ritmato con Bougoes o Maracas. La sección se abre con una línea melódica en el bajo que se sincroniza con el desarrollo en la voz agudos. Esto culmina en una breve cadenza en la clave de Fa major y el inicio de una disonancia para el ciímax. Una serie de dieciséis notas florecen en la voz aguda. A esto le sigue una serie de modulaciones de acorde marcadas como Furiosos que anuncia el inicio de la secuencia del Sueño.

### El Sueño
La tercera sección tiene el título El Sueño y se califica en 4/4 vez en la tecla de Do maor marcada Andante Sostenuto. REpresenta una recapitulacíon del tema principal que es el marcador Molto Legato. La recapitulación se acompaña de un cambio clave de vuelta a Fa major. Concluye con el tema expresado predominantemente en octavas y una recapitulación que conduce a la clave de Do mayor que se marca Allegretti Scherzando.

### Final: El Despertar
La seccíon final se titula El Despertar e inicialmente se califica con la clave de Do mayor marcada como Vivace. Es una sección que se abre con una serie de notas dieciseisavanas que regresan a la tecla Si bemol meyor. Aquí se repite el tema principal de la secuencia de la Danza y culmina en un arpegio final que retumba a través del bajo.

## Archivo
La Colección John J. Serry Sr. de la Escuela de Música Eastman-Biblioteca Musical de Sibley: Colecciones Especiales de Ruth T. Watanabe contiene:
- Una copia de la partitura publicada de American Rhapsody para acordeón solo (1955, Alpha Music Co.)[5][3][4]

- Una transcripción revisada de American Rhapsody para piano solo (1985)[6][3][4]

- Una grabación de American Rhapsody de John Serry en acordeón (alrededor de la década de 1960)[7][3][4]